# Katja Jung

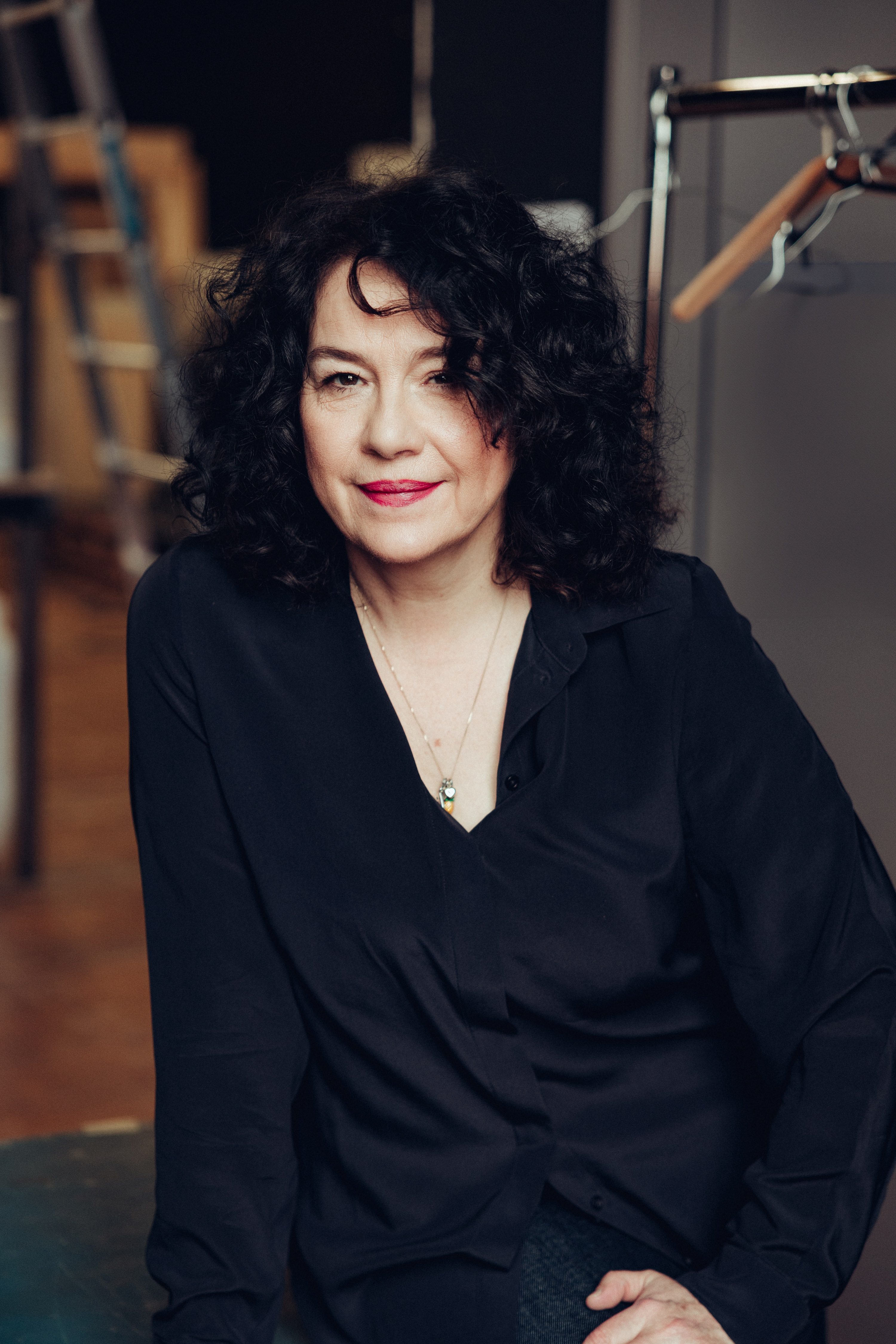
Katja Jung (2023). Foto: Joel Heyd

Katja Jung (* 1968 in Bonn) ist eine deutsche Theaterschauspielerin.

## Leben und berufliche Karriere
Katja Jung absolvierte ein Schauspielstudium an der Hochschule für Schauspielkunst „Ernst Busch“ Berlin. Während des Studiums trat sie in Gastrollen u. a. am Maxim Gorki Theater Berlin, am Theater Potsdam sowie am Hebbel-Theater in Berlin auf. Von 1996 bis 2006 hatte sie ein Engagement am Theater Basel, wo sie u. a. in den Stücken Das Leben ein Traum von Pedro Calderón de la Barca, Drei Mal Leben von Yasmina Reza und Ganze Tage, ganze Nächte von Xavier Durringer zu sehen war.
Bei den Salzburger Festspielen 2006 spielte sie in VIKTOR! Happiness is a warm gun nach Roger Vitrac in der Inszenierung von Barbara Weber. Für ihre Rolle in Jonas Hassen Khemiris Invasion! war Katja Jung im Jahr 2009 als beste Schauspielerin für den renommierten österreichischen Nestroy-Theaterpreis nominiert. Von 2007 bis 2015 war sie am Schauspielhaus Wien engagiert. 2015 wurde Jung zum zweiten Mal in der Kategorie „Beste Schauspielerin“ für den österreichischen Nestroy-Theaterpreis nominiert, 2012 für den Nestroy-Publikumspreis. Von 2015 bis 2019 war Katja Jung wiederum am Theater Basel engagiert, wo sie u. a. mit Robert Borgmann, Felicitas Brucker, Claudia Bauer, Robert Icke und Joe Hill Gibbins arbeitete. Seit der Spielzeit 2019 ist sie festes Ensemblemitglied am Residenztheater München.

## Theater (Auswahl)

### Theater Basel
- 1998: Das Leben ein Traum. von Pedro Calderón de la Barca. Inszenierung: Jürgen Gosch
- 2000: Die Räuber. Von Friedrich Schiller. Inszenierung: Lars-Ole Walburg
- 2002: Seid nett zu Mr. Sloan. Von Joe Orton. Inszenierung: Michael Thalheimer
- 2002: Drei Mal Leben. Von Yasmina Reza. Inszenierung: Barbara Frey
- 2004: Freie Sicht aufs Mittelmeer, ein Straßenstück durch Basel. Inszenierung: Dani Levy
- 2004: Elling (als Reidun Nordsletten). Nach dem Roman "Blutsbrüder" von Ingvar Ambjørnsen. Inszenierung: Johannes Holmen Dahl
- 2006: Ganze Tage, ganze Nächte. Von Xavier Durringer: Inszenierung: Barbara Bürk
- 2015: Kinder der Sonne. Von Maxim Gorki. Inszenierung: Nora Schlocker
- 2016: Die Bacchen (als Agaue). Von Euripides in einer Bearbeitung von Roland Schimmelpfennig. Inszenierung: Robert Borgmann
- 2016: Heuschrecken. Von Biljana Srbljanović. Inszenierung: Miloš Lolić
- 2017: Idomeneus (Ensemble). Von Roland Schimmelpfennig. Inszenierung: Miloš Lolić
- 2018: Romulus der Große (als Zeno der Isaurier, Kaiser von Ostrom). Von Friedrich Dürrenmatt. Inszenierung: Franz-Xaver Mayr
- 2018: Tartuffe oder das Schwein der Weisen. Von PeterLicht nach Molière. Inszenierung: Claudia Bauer
- 2019: Hexenjagd (als Danforth, Stellvertreter des Gouverneurs). Von Arthur Miller. Inszenierung: Robert Icke[1]

### Schauspielhaus Wien
- 2007: Hamlet ist tot. Keine Schwerkraft. Von Ewald Palmetshofer. Inszenierung: Felicitas Brucker (Eine Koproduktion mit den Wiener Wortstaetten)[2][3]
- 2008: wohnen. unter glas. Von Ewald Palmetshofer. Inszenierung: Sebastian Schug
- 2008: Faust hat Hunger und verschluckt sich an einer Grete. Von Ewald Palmetshofer. Inszenierung: Felicitas Brucker
- 2009: Invasion. Von Jonas Hassen Khemiri, Inszenierung: Sebastian Schug
- 2012: Der Geizige. Nach Molières in einer Adaption von PeterLicht. Inszenierung: Bastian Kraft
- 2012: Der Seidene Schuh oder Das Schlimmste trifft nicht immer zu (als Gefallener Engel u. a.). Von Thomas Arzt, Jörg Albrecht, Anja Hilling und Tine Rahel Völcker nach Paul Claudel. Inszenierung: Gernot Grünewald / Mélanie Huber / Christine Eder / Pedro Martins Beja[4][5][6][7]
- 2013: Körpergewicht 17 %. Von Ewald Palmetshofer. Inszenierung: Felicitas Brucker
- 2013: Luft aus Stein. Von Anne Habermehl. Inszenierung: Anne Habermehl
- 2014: Aller Tage Abend. Von Jenny Erpenbeck in einer Dramatisierung von Andreas Jungwirth und Felicitas Brucker. Inszenierung: Felicitas Brucker
- 2014: Ich bin wie ihr, ich liebe Äpfel. Von Theresia Walser. Inszenierung: Sebastian Schug
- 2015: Johnny Breitwieser (als Greta, sein Tod). Von Thomas Arzt und Jherek Bischoff (Komposition). Inszenierung: Alexander Charim[8]

### Residenztheater München (Bayerisches Staatsschauspiel)
- 2019: Sommergäste (als Marja Lwowna, Ärztin). Von Maxim Gorki  Inszenierung: Joe Hill-Gibbins[9][10][11][12][13][14]
- 2020: Der starke Stamm (als Balbina Puhlheller). Nach Marieluise Fleißer. Inszenierung: Julia Hölscher[15][16][17]
- 2020: Resi ruft an (als siebenjähriges Mädchen in All das Schöne)
- 2020: Tagebuch eines geschlossenen Theaters #20. Text von Ewald Palmetshofer. Musik Katja Jung und Thomas Reisinger, Video: Jonas Alsleben in Zusammenarbeit mit Pia Händler und Max Rothbart
- 2021: Die Unerhörten – Technoide Liebesbriefe für antike Heldinnen. Mit Texten von u. a. Aischylos, Ingeborg Bachmann, Hélène Cixous, Euripides, Esther Hutfless, Enis Maci, Friederike Mayröcker, Helga M. Novak, Ovid, Sappho, Elisabeth Schäfer, Christa Wolf. Inszenierung: Elsa-Sophie Jach
- 2021: Der Kreis um die Sonne. Von Roland Schimmelpfennig. Inszenierung: Nora Schlocker
- 2021: Tagebuch eines geschlossenen Theaters #130: «Schreud. Eine improvisierte Therapie» mit Myriam Schröder und Katja Jung
- 2021: Tagebuch eines geschlossenen Theaters #134: Die Resi-WG ‒ 100 Sekunden mit Katja Jung
- 2021: Tagebuch eines geschlossenen Theaters – Autor*innen – Spezial #65. Text Björn Bicker – Mit Katja Jung
- 2021: Hamlet (als Horatio). Nach William Shakespeare. Inszenierung: Robert Borgmann[18]
- 2022: Tartuffe oder das Schwein der Weisen (als Herr Frau Pernelle). Von PeterLicht nach Molière. Inszenierung: Claudia Bauer (Übernahme vom Theater Basel)[19]
- 2022: Der Turm (als Julian, der Gouverneur des Turmes / Andreas, ein Soldat / Dritter Minister). Inszenierung: Nora Schlocker
- 2022: Valentiniade. Sportliches Singspiel mit allen Mitteln. Von und nach Karl Valentin und mit Texten von Michel Decar. Inszenierung: Claudia Bauer[20]
- 2022: All Together Now! Happening-Gala für nachhaltige Gemeinsamkeit von und mit Schorsch Kamerun und verschiedensten Mitstreiter*innen[21]
- 2023: Die Träume der Abwesenden – Eine Trilogie: «Leas Hochzeit» – «Heftgarn» – «Simon» (als Duifje, Zweite Freau von Zwart). Von Judith Herzberg. Inszenierung: Stephan Kimmig[22][23][24][25]
- 2023: Bavaria (als Karola). Von Guillermo Calderón. Inszenierung: Guillermo Calderón[26]
- 2023: Buddenbrooks (als Konsulin Elisabeth "Bethsy" Buddenbrook). Nach Thomas Mann. Inszenierung: Bastian Kraft[27]
- 2023: Welt/Bühne – Das gelobte Land: Szenische Lesung (als Kat/Journalistenteam). Von Asiimwe Deborah Kawe. Einrichtung: Fabiola Kuonen[28]
- 2024: Mosi – The Bavarian Dream (als Modezar / König / Jemand anderes). Von Alexander Eisenach, Inszenierung: Alexander Eisenach[29][30][31][32][33]
- 2024. Im Gespräch #11 Wie spielst du das, Katja Jung? Andreas Beck im Gespräch mit Katja Jung
- 2024: Eine Zierde für den Verein – Vom Rauchen, Sporteln, Lieben und Verkaufen (als Fräulein Matutina / Mena / Zeck / Direktor). Nach dem Roman von Marieluise Fleißer (für die Bühne bearbeitet von Elsa-Sophie Jach und Constanze Kargl). Inszenierung: Elsa-Sophie Jach[34]
- 2025: Welt/Bühne Salon Nr. 6. Mit der Autorin Carla Zuñiga Morales (Chile)[35]
- 2025: 77 Versuche, die Welt zu verstehen (Ensemble). Eine südkoreanisch-deutsche Stückentwicklung von Kyung-Sung Lee mit Texten von Hong-Do Lee und Ensemble nach «Kleines Organon für das Theater» von Bertolt Brecht. Inszenierung: Kyung-Sung Lee[36][37][38][39]
- 2025. Der zerbrochne Krug (als Frau Marthe Rull). Von Heinrich von Kleist. Inszenierung: Mateja Koležnik[40]